# Afroedura transvaalica
Afroedura transvaalica (скельний гекон зімбабвійський) — вид геконоподібних ящірок родини геконових (Gekkonidae). Мешкає в Південній Африці.

## Поширення і екологія
Зімбабвійські скельні гекони мешкають переважно на території Зімбабве, а також зустрічаються на крайньому північному сході ПАР, в провінції Лімпопо, і можливо, також на крайньому сході Ботсвани. Вони живуть серед гранітних і пісковикових скельних виступів в савані. Зустрічаються на висоті від 500 до 1300 м над рівнем моря.